# Het laatste bedrijf (Roald Dahl, 1966)
Het laatste bedrijf (oorspronkelijke Engelse titel: The Last Act) is een kort verhaal van Roald Dahl. 
Het verscheen voor het eerst in de Playboy van januari 1966, nadat The New Yorker daarvoor had geweigerd het te publiceren.
In 1974 verscheen het opnieuw in de bundel Switch Bitch, samen met enkele andere korte verhalen van Dahl waarin seks en verkrachting de centrale thema's zijn. Het verhaal is ook in het Nederlands vertaald.

## Verhaal
Anna Cooper, een vrouw van middelbare leeftijd, woont in New York. Ze is niet lang geleden weduwe geworden; haar man Ed, van wie ze veel hield, is omgekomen bij een auto-ongeluk. Anna is hierdoor enige tijd zwaar depressief geweest en dacht zelfs aan zelfmoord. Inmiddels is ze met hulp weer wat opgekrabbeld. 
Terwijl Anna in Dallas op zakenreis is, komt ze hier toevallig Conrad Kreuger weer tegen. Hij zat vroeger samen met haar en Ed in dezelfde klas tijdens de laatste jaren van de middelbare school. Anna heeft in deze tijd nog een korte liefdesaffaire met Conrad gehad, maar ze beëindigde hun relatie toen ze merkte dat ze toch meer voor Ed voelde. Ze is vanwege deze voorgeschiedenis eigenlijk bang om Conrad nu weer te ontmoeten, maar tijdens een telefoongesprek stelt hij zich heel vriendelijk naar haar op. Hij zegt ook dat hij eigenlijk nog steeds gevoelens voor haar heeft. Als Anna aan Conrad vertelt wat er met Ed is gebeurd, toont Conrad zich diep geschokt en meelevend. Hij nodigt Anne uit voor een drankje in een hotel, zodat ze nog meer kunnen bijpraten. Conrad vertelt tijdens de ontmoeting ook meer over zichzelf; hij is niet lang na de middelbare school ook getrouwd en inmiddels weer gescheiden, zijn kinderen ziet hij nauwelijks nog. Van beroep is hij gynaecoloog.
De twee drinken samen een paar martini's. Dan gaan ze naar een hotelkamer, waar ze zich uitkleden om seks te hebben. Maar dan wordt Conrad plotseling heel agressief; hij vertelt Anna dat ze symptomen van voortijdige menopauze heeft, door een afwijking aan haar geslachtsdelen. Hij gooit Anna hard tegen de grond en gaat daarna de kamer uit. Anna rent compleet overstuur naar de badkamer, op zoek naar een scheermes om haar polsen door te snijden. 
De hele ontmoeting was dus een vooropgezet plan van Conrad om wraak te nemen op Anna, omdat zij hem ooit de bons gaf.

## Ontvangst
The Last Act  wordt wel gezien als een van Dahls grimmigste en meest cynische verhalen. Het wordt dan ook sterk ontraden voor jonge lezers. 
In de tijd dat Dahl het schreef had hij te maken met veel persoonlijke tegenslagen; zo overleden zijn oudste dochter (aan de mazelen) en zijn vrouw, terwijl hij door een ongeluk ook bijna zijn pasgeboren zoon verloor, waardoor hij mogelijk nog meer dan anders in de stemming was voor cynisme. Dahls persoonlijke biograaf Jeremy Treglown verklaarde in 2006 (tijdens een interview in The Guardian) dat het wat hem betreft eigenlijk het beste was geweest als Dahl dit verhaal nooit had uitgebracht.
Zelf omschreef Dahl het verhaal eens als "een poging om moord door middel van neuken in beeld te brengen".